# Panhispanistyczny leksykon wątpliwości
Panhispanistyczny leksykon wątpliwości, Diccionario panhispánico de dudas (skrót: DPD) – został stworzony przez członków 22 organów kodyfikujących język hiszpański w krajach, gdzie jest on używany, jako pomoc w wyjaśnianiu wątpliwości dotyczących użycia języka hiszpańskiego w całej jego rozciągłości geograficzno-kulturalnej. Podobnie jak Diccionario de la lengua española de la Real Academia Española (Słownik języka hiszpańskiego Królewskiej Akademii Języka Hiszpańskiego), Gramática de la lengua española (Gramatyka języka hiszpańskiego) y la Ortografía de la lengua española (Ortografia języka hiszpańskiego), ma charakter normatywny. Pierwsza jego edycja ukazała się w 2005 roku.
Słownik powstał w odpowiedzi na zapytania dotyczące prawidłowego użycia języka hiszpańskiego, 50 000 rocznie, około 300 dziennie, wpływające do organów kodyfikacji języka poszczególnych krajów hiszpańskojęzycznych.
Składa się z:
- słownika właściwego
- pięciu suplementów traktujących o symbolach, skrótach i skrótowcach, wzorach odmian czasowników i przymiotnikach odmiejscowych.
- glosariusza terminów lingwistycznych.
- bibliografię cytowanych źródeł.

Praca jest krytykowana za sprzeczności, zarówno wewnętrzne, jak i względem innych prac, również tych opublikowanych przez Królewską Akademię Języka Hiszpańskiego, np. Ortografię języka hiszpańskiego czy Słownik języka hiszpańskiego, wspomniane wcześnie. Krytykuje się ją również za niekonsekwentne spełnianie swojej misji jako tekstu normującego użycie języka hiszpańskiego (często opisuje różnorakie warianty językowe bez zaproponowania jakichkolwiek norm użycia). Podnosi się również zarzut, iż leksykon nie posiada referencji do zewnętrznych opracowań, które stanowią jego podstawę.